# Iglesia católica copta
La Iglesia católica copta o copta católica (en copto: Ϯⲉⲕ̀ⲕⲗⲏⲥⲓⲁ ⲛ̀ⲣⲉⲙ̀ⲛⲭⲏⲙⲓ ⲛ̀ⲕⲁⲑⲟⲗⲓⲕⲏ, romanizado: Tiekklisia nremnkhimi nkatolikh; en latín: Ecclesia Catholica Coptorum; en árabe: الكنيسة القبطية الكاثوليكية‎, romanizado: al-Kanisat al-Qibtiat al-Kathulikia, y en el Anuario Pontificio, en italiano: Chiesa Copta) es una de las veinticuatro Iglesias sui iuris que conforman la Iglesia católica. Se trata de una Iglesia católica oriental que sigue la tradición litúrgica alejandrina, usando como lengua litúrgica el copto y como lengua auxiliar el árabe. Está organizada como Iglesia patriarcal de acuerdo a la forma prescripta por el título IV del Código de los Cánones de las Iglesias Orientales (CCEO), bajo supervisión del Dicasterio para las Iglesias Orientales, y es presidida por el patriarca de Alejandría de los coptos católicos, cuya sede se encuentra en Saray El Koubbeh, un suburbio de El Cairo, Egipto.
Al igual que la Iglesia copta ortodoxa y la Iglesia ortodoxa de Alejandría, la Iglesia copta católica se considera heredera de la antigua Iglesia de Alejandría, siendo su patriarca el sucesor de Marcos el Evangelista, autor del segundo libro del Evangelio en el siglo I, que habría predicado en Egipto entre los años 43 y 61.
Históricamente los coptos católicos surgieron de la acción misionera que llevaron adelante los franciscanos desde 1630 y luego los jesuitas desde 1697 entre los coptos ortodoxos. Ya para 1741 los católicos de rito copto sumaban alrededor de 2000. En 1824, el papa Leon XII erigió un patriarcado copto católico, pero no fue hasta 1899 que León XIII nombró como su primer patriarca a Cirilo Makarios. El territorio propio del patriarcado es Egipto, pero existen además parroquias y comunidades dispersas en diversos países bajo la jurisdicción de los obispos locales de rito latino.

## Historia

Cruz copta moderna

### Origen y cisma
El origen de la Iglesia copta es tradicionalmente referido a Marcos el Evangelista. La separación de la Iglesia copta de la Iglesia indivisa de Oriente y Occidente tuvo lugar a causa de las disputas cristológicas, adoptando los coptos el miafisismo tras el rechazo del Concilio de Calcedonia de 451 por el patriarca Dióscoro I de Alejandría. La línea de patriarcas de Alejandría osciló entre calcedonianos y anticalcedonianos hasta la total separación de la Iglesia copta no calcedoniana cuando el emperador Justiniano I exilió al patriarca Teodosio I por rechazar la definición de Calcedonia en 536 pero este continuó dirigiendo la Iglesia, siendo sus seguidores coptos llamados también "teodosianos". Los que aceptaron el Concilio de Caldedonia fueron llamados melquitas, que quiere decir imperiales, por seguir la fe del emperador, y con el tiempo adoptaron la liturgia bizantina.

### Intentos de unión con la Iglesia católica
Luego de la conquista árabe musulmana de Egipto hubo muchos contactos entre los patriarcas coptos y el papa de Roma en busca de restablecer la unidad entre ambas Iglesias. Un primer intento de unión se llevó a cabo en el Concilio de Florencia luego de que el 6 de julio de 1439 la delegación ortodoxa griega firmara su unión con la Iglesia católica. El papa Eugenio IV envió al franciscano Alberto da Sarteano a informar al patriarca copto Juan XI de Alejandría y a otros patriarcas ortodoxos. Éste envió a Roma como su representante al abad Andrés del monasterio de San Antonio, quien el 4 de febrero de 1442 recibió y aceptó la bula Cantate Domino, que es un documento teológico de unión firmado por el papa Eugenio IV. Sin embargo, no tuvo efecto práctico al ser repudiada la bula por la jerarquía copta.
Un segundo intento de restablecer la plena comunión entre coptos y católicos fue realizado por el patriarca copto Gabriel VII, quien en 1560 envió dos sacerdotes a Roma para negociar la unión. En respuesta el papa Pío IV envió a los jesuitas Cristóforo Rodríguez y Giovanni Battista Eliano a negociar con el patriarca, pero retornaron sin resultados positivos. En 1582 el patriarca copto Juan XIV realizó un nuevo intento solicitando al papa Gregorio XIII el envío de delegados para negociar la unión. A la llegada de los delegados Eliano y François Sasso reunió un sínodo copto en Memphis el 1 de febrero de 1584 para discutir el asunto. A su muerte en 1585 las autoridades turcas apresaron a los negociadores acusándolos de espías y luego los expulsaron tras el pago de un rescate. Su sucesor, el patriarca Gabriel VIII negoció con Eliano una profesión de fe que no incluyera la fórmula de las dos naturalezas de Cristo, pero no fue aceptada en Roma. Gabriel VIII envió a Roma cinco representantes que el 15 de enero de 1595 hicieron una profesión de fe y obediencia al papa Clemente VIII en presencia de veinticuatro cardenales abjurando de todo lo que creyeron hasta ese momento que se oponía al rito de la Iglesia romana. Los enviados luego retornaron a Egipto y después regresaron a Roma entregando la ratificación de la jerarquía copta el 28 de junio de 1597. Sin embargo, al patriarca no se le reconocía la autonomía que exigía, y la unión permaneció inefectiva. El papa demandó al patriarca la "debida obediencia" en una carta fechada el 7 de octubre de 1602 sin saber de su muerte el 14 de mayo de 1601. En todas esas uniones los coptos aceptaron la doctrina católica, pero luego la repudiaron.

### Misiónin adjutorium coptorum
Misioneros católicos estuvieron activos en Egipto en el siglo XVII, principalmente franciscanos de la Custodia de Tierra Santa que con Paulo di Lodi a su frente se establecieron en El Cairo y Alejandría enviados por el papa Urbano VIII en 1623 a misionar entre los coptos. En 1630 Di Lodi fue designado prefecto de la misión de Egipto y viajó de Jerusalén a El Cairo portando una carta del papa al patriarca copto Juan XV —quien murió antes de recibirla— estableciéndose en la embajada de la República de Venecia.
Los capuchinos franceses al mando de Juan de París establecieron una misión en El Cairo en 1630 y misionaron en el Alto Egipto por encargo de la Congregación de Propaganda Fide, y los jesuitas comenzaron a misionar en Egipto en 1675. Durante ese siglo hubo un fructífero intercambio teológico entre las Iglesias copta y romana. En 1687 la Propaganda Fide estableció una viceprefectura en el Alto Egipto, denominando a la misión in adjutorium coptorum, a cargo de franciscanos recoletos. Desde 1698 dependió de la Custodia de Tierra Santa y fue elevada a prefectura apostólica del Alto Egipto. Estos esfuerzos misioneros lograron formar una pequeña comunidad de coptos católicos, principalmente después de 1720, aunque debían trabajar en secreto, sin ningún tipo de culto público. Los misioneros lograron enviar a Roma a algunos jóvenes coptos para recibir educación e instrucción católica. En 1729 la Propaganda Fide emitió un decreto prohibiendo a los sacerdotes católicos coptos la intercomunión con los no católicos.

### Vicariato apostólico de rito copto
El 9 de agosto de 1739 el obispo copto ortodoxo Athanasios de Jerusalén, pero residente en El Cairo como vicario general del patriarca, hizo una secreta profesión de fe católica ante dos sacerdotes coptos católicos educados en Roma desde 1736: Raphaelis Tucchi y Justus Maraghi. El 4 de agosto de 1741 el papa Benedicto XIV nombró a Athanasios vicario apostólico (Vicarius Apostolicus Cophtorum Aegypti) de la pequeña comunidad de coptos de Egipto (unos 2300) convertidos al catolicismo por el esfuerzo misionero, designando a Maraghi como su asistente. Athanasios fue excomulgado por el patriarca copto, encarcelado por las autoridades otomanas y no se le permitió seguir residiendo en Egipto, retornando a la obediencia al patriarca copto en 1744. El 3 de junio de 1744 la Propaganda Fide nombró a Justus Maraghi como su vicario general en Egipto.
Las autoridades otomanas no reconocieron a la nueva Iglesia, y el patriarca copto siguió como cabeza civil y religiosa de todos los cristianos coptos. Tras la muerte de Maraghi en 1748 los prefectos de la misión de los franciscanos reformados recibieron autoridad sobre la misión copta. En Roma el egipcio Rafael Tuki fue consagrado obispo titular y supervisó la impresión de los libros litúrgicos coptos: misal en 1746, salmos en 1749, breviario en 1750, pontifical en 1761, ritual en 1763, y Theotokiæ en 1764.
En 1758 el arzobispo copto de Girgeh, Antonios Flaïfel, se volvió católico, y en 1761 fue nombrado vicario apostólico de los coptos, siendo el primero residente en El Cairo. El sacerdote copto Mathieu Righet fue designado vicario apostólico de los coptos el 21 de abril de 1788 y para intentar establecer definitivamente la jerarquía copta católica el 20 de marzo de 1815 fue nombrado obispo in partibus infidelium de Uthina mediante el breve Apostolatus officium del papa Pío VII.

#### Episcopologio del vicariato apostólico de los Coptos
- Athanasios † (4 de agosto de 1741-1744 pasó a la Iglesia copta ortodoxa) (obispo copto residente en Jerusalén, delegó Egipto a su vicario Justus Maraghi)
  - P. Justus Maraghi † (3 de junio de 1744-1748 falleció) (vicario general de la Congregación de Propaganda Fide en Egipto) (de rito copto)
- P. Jean Farargi † (1781-1788 falleció)
- P. Mathieu Righet † (21 de abril de 1788-21 de julio de 1821 falleció)
- Maximus Givaid † (15 de agosto de 1824-30 de agosto de 1831 falleció) (con el título de patriarca)[nota 3]
- Théodore Abou-Karim † (22 de junio de 1832-28 de septiembre de 1855 falleció)
- Athanase Khouzan † (2 de octubre de 1855-17 de febrero de 1864 falleció)
- Agabio (Agapios) Bsciai (Bishai) † (3 de febrero de 1866-1878 renunció)
  - P. Antoun di Marco (Morcos) † (1878-1887) (visitador apostólico)
  - P. Antoun Nabad † (1887-1889) (provicario)
  - P. Simon Barraia † (agosto de 1889-diciembre de 1892) (provicario)
  - P. Antoun Kabes † (diciembre de 1892-1895) (provicario)
- Kyrillos Makarios † (18 de marzo de 1895-19 de junio de 1899 nombrado patriarca) (administrador apostólico y vicario patriarcal)[17]

### Primer intento de establecer un patriarcado
El 15 de agosto de 1824, debido a una impresión equivocada de que lo aprobaba el jedive otomano de Egipto, Mehmet Alí, el papa León XII mediante la bula Petrus apostolorum abolió el patriarcado copto ortodoxo de Alejandría expresando en la bula que estaba "ocupado durante mucho tiempo por herejes y parece existir no en derecho sino solo en los hechos" y lo restauró como "legítimo patriarcado copto".

Hanc venerabilium fratum Nostrorum memoratae congregationis sententiam Nos vehementer probavimus. Itaque ex certa scientia ac matura deliberatione Nostris, et de plenitudine apostolicae potestatis sublato, quatenus opus sit, Copto patriarchatu Alexandrino qui de facto tantum extabat, patriarchatum Coptum Alexandrinum catholicum statuimus vel restituimus, cui omnes qui in Aegypto sunt Copti subjici debeant, omnesque praeterea carum gentium homines in quas patriarchae haeretici ad eum usque qui nuper extremum diem obiit auctoritatem exercere contendebant. Huic autem patriarchatui Copto catholico, eique, qui illum obtinebit omnes honores, privilegia, praerogativas, nomina, omnemque potestatem tribuimus, quae vel sacris canonibus innititur, vel consuetudini, cui non irrationabilia momenta suffragentur.

La bula definió la jurisdicción del patriarcado como: al cual deben estar sujetos los coptos que están en Egipto, y todos los pueblos de aquellas naciones sobre las cuales los patriarcas heréticos, hasta el último día de su reciente muerte, se esforzaron por ejercer autoridad, por lo que correspondía no solo sobre los coptos de Egipto y Etiopía, sino que nominalmente a todo el patriarcado ortodoxo. 
El papa nombró patriarca al vicario apostólico Máximo Givaid, cuyo patriarcado nominal existió entre el 15 de agosto de 1824 y el 30 de agosto de 1831, pero la sede patriarcal no pudo ser ocupada y continuó la sucesión de vicarios apostólicos. Previamente, el 1 de agosto de 1824 el papa había consagrado a la vez sacerdote y arzobispo a un alumno copto del colegio de la Propaganda Fide —Abraham Khashur (o Chasciur)— para que viajara a Egipto y consagrara al patriarca. Khashur llegó a Alejandría a fines de septiembre de 1824, pero fue apresado y condenado a muerte por las autoridades otomanas; no obstante, por mediación del cónsul francés fue luego enviado a Roma. Givaid, como vicario apostólico, había sido designado obispo titular de Uthina el 8 de febrero de 1824, pero su consagración fue realizada en el Líbano el 13 de noviembre de 1825 por el patriarca greco-melquita Ignacio V Qattan y pudo retornar a El Cairo con la anuencia de Mehmet Alí y ordenar 3 sacerdotes coptos. El patriarcado existió sólo nominalmente ya que las autoridades del eyalato de Egipto no permitieron a los católicos coptos construir sus propios templos hasta 1829 ni efectuar la entronización de su patriarca.
En 1879 los jesuitas crearon un seminario menor en El Cairo. En ese año los coptos católicos eran 5000 o 6000 en Egipto, de los cuales unos 800 vivían en El Cairo y los demás en Tahta y otras partes del Egipto medio dirigidos por el obispo Agapio Bishai. Los sacerdotes eran 21, de los cuales 8 vivían en El Cairo. Existían 12 iglesias y 3 capillas.

### Restauración del patriarcado

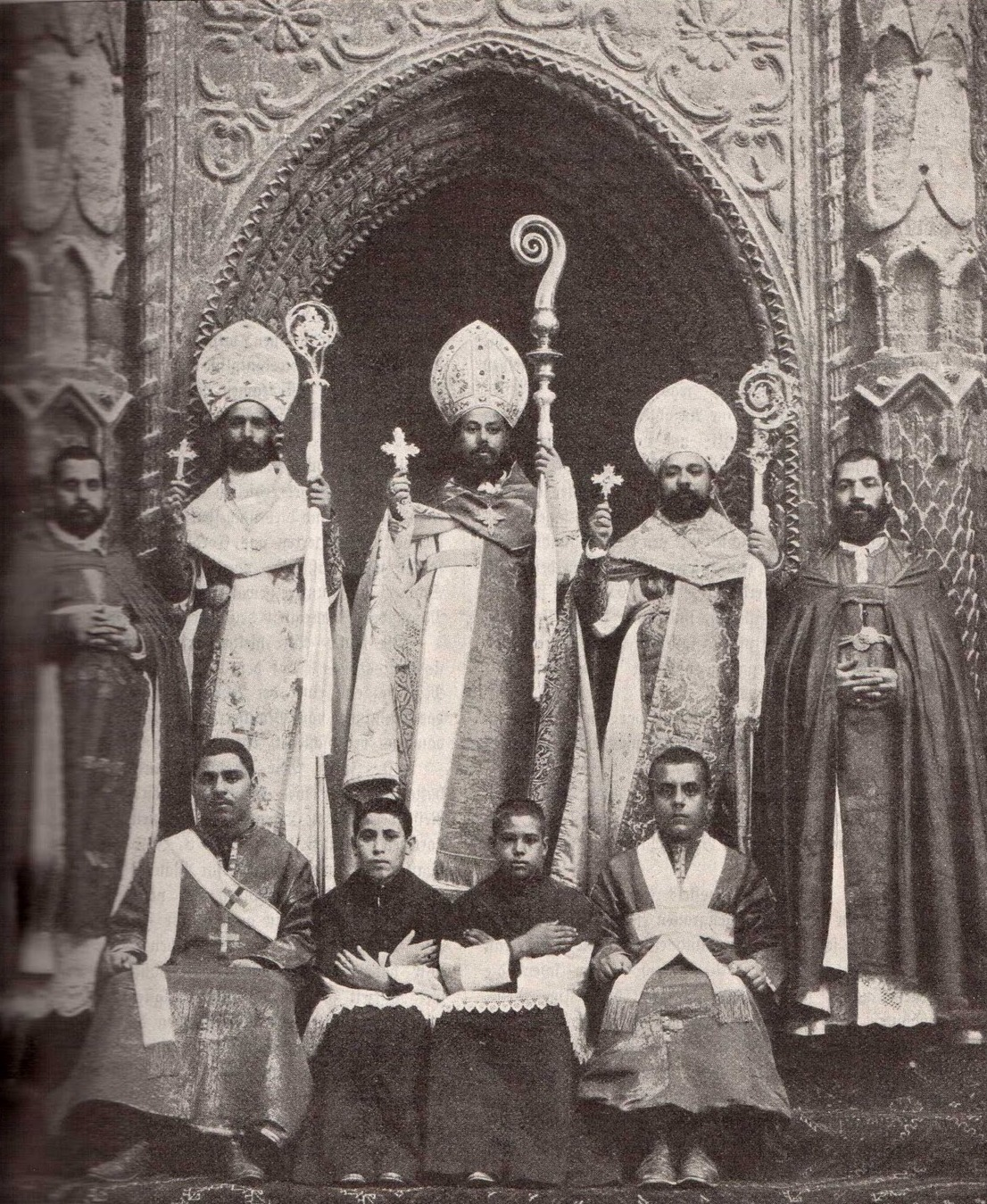
Patriarca Cirilo Makarios con obispos, presbíteros, diácono, subdiácono y acólitos en 1900

El 26 de noviembre de 1895 el papa León XIII, mediante la bula Christi Domini, restauró el patriarcado de Alejandría de los coptos católicos designando al obispo titular de Caesareae Paneadis, Cirilo Makarios, como administrador apostólico del patriarcado y erigiendo tres eparquías. 

Itaque ad maiorem divini Nominis gloriam, ad fidei sanctae et communionis catholicae incrementum, Nos ex certa scientia motuque proprio ac de plenitudine apostolicae potestatis, Patriarchatum Alexandrinum catholicum restituimus et pro Coptis constituimus; eique ac singulis qui ipsum obtenturi sint, honores omnes, privilegia, praerogativas, nomina, omnemque potestatem tribuimus, eadem ratione qua generatim ea nunc a Patriarchis orientalibus rite exercetur: qua super re peculiaria praescripta ab Apostolica auctoritate tempore et loco impertientur.

La jurisdicción del patriarcado fue limitada a la parte egipcia del Jedivato de Egipto (Kedivatus Aegypti proprie dictae), que excepto por la no inclusión del Sinaí (que históricamente corresponde la patriarcado de Jerusalén) y a la corrección posterior del límite con Libia italiana, se corresponde en gran medida con las fronteras actuales de Egipto. La eparquía patriarcal de Alejandría recibió jurisdicción sobre el bajo Egipto, desde el paralelo de 30° norte hacia el norte. Incluyendo Alejandría, el delta del río Nilo y El Cairo: 

Patriarchalis Alexandrina Aegyptum inferiorem et urbem Cairum complectitur. Ad aquilonem habet mare internum seu Mediterraneum; ad orientem, canalem Suesii: ad austrum, latitudinis borealis gradum trigesimum; ad occasum, Tripolitanam Othomanici imperii provinciam.

La eparquía de Hermopolis (o Minia) en el centro de Egipto:

Dioecesis Hermopolitana in Aegyptum mediam profertur. Ad septentrionem finitima est dioecesi patriarchali; ad orientem attingit sinum Heropoliticum; ad meridiem, continetur circulo fere medio inter gradus vigesimum septimum et vigesimum octavum latitudinis borealis, ubi scilicet locus iacet Sacci-t-moussé [Saqiyat Moussa] ad Nilum flumen, qui pariter locus in ditione esto eiusdem dioecesis; ad occidentem habet desertum Libycum.

Y la eparquía de Tebas (Tahta) en el alto Egipto:

Dioecesis Thebana, in Aegyptum superiorem porrecta, circumscribitur ad aquilonem Hermopolitana; ad orientem, sinu Arabico; ad austrum, vigesimo secundo gradu latitudinis borealis; ad occasum, deserto Libyco.

El 19 de junio de 1899 Makarios fue designado patriarca de Alejandría de los coptos, adoptando el nombre de Cirilo II. En 1899 fue creado el seminario patriarcal de Tahta. Como vicario patriarcal el obispo Makarios presidió un sínodo católico copto en 1898 que introdujo un número de prácticas latinas en la liturgia, luego cayó en controversias y debió renunciar en 1908. Desde ese año el patriarcado fue confiado a administradores apostólicos, hasta que Marcos Khouzam fue elegido patriarca el 9 de agosto de 1947, siendo entronizado el 7 de marzo de 1948.
Al ser nuevamente revivido el patriarcado y aumentar el número de fieles, especialmente en el alto Egipto, se decidió el 9 de agosto de 1947 dividir en dos la eparquía de Tebas o Luxor creándose la eparquía de Asiut.
El 13 de septiembre de 1981 fue erigida la eparquía de Suhag, separada de la de Luxor. El 17 de diciembre de 1982 fue erigida la eparquía de Ismailía, separada de Alejandría. La última diócesis copta católica creada fue la eparquía de Guiza, separada de la de Alejandría el 21 de marzo de 2003.
El 22 de julio de 2020 el papa Francisco en un rescriptum ex audientia decidió derogar las disposiciones de sus dos antecesores y extender la jurisdicción de los 6 patriarcas orientales sobre los dos vicariatos apostólicos de Arabia, por lo que la Iglesia armenia amplió su jurisdicción a Kuwait, Arabia Saudita, Catar, Baréin, Omán, Emiratos Árabes Unidos y Yemen.

## Autoridades
La autoridad suprema de la Iglesia católica es ejercida por el papa, obispo de Roma, o por los obispos en plena comunión con él reunidos solemnemente en un concilio ecuménico. La Iglesia copta, como parte de la Iglesia católica, se mantiene sujeta a la autoridad suprema de la Iglesia, aunque se le reconoce cierto grado de autonomía como Iglesia patriarcal que le permite contar con una jerarquía propia y ser gobernada por un patriarca con su sínodo.

### Patriarca

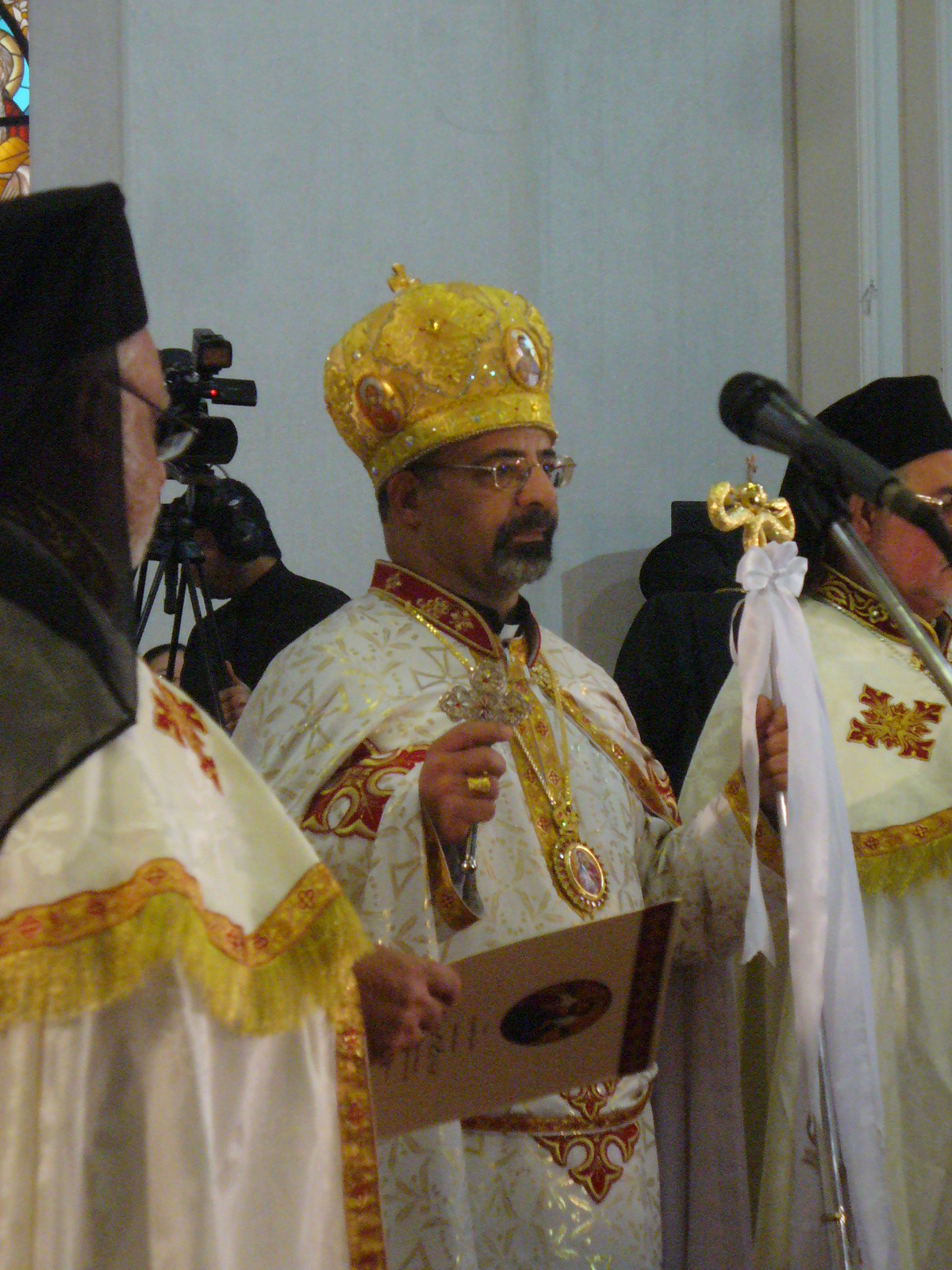
El patriarca copto católico Abraham Isaac Sidrak en su entronización el 12 de marzo de 2013 en la catedral de El Cairo.

La jerarquía propia de la Iglesia católica copta está encabezada por el patriarca de Alejandría de los coptos, quien tiene las oficinas de su patriarcado en el suburbio de Saray El Koubbeh en El Cairo, Egipto, aunque la catedral de su eparquía propia (Catedral de Nuestra Señora de Egipto) se halla en el suburbio de Ciudad Nasr. Desde el 12 de marzo de 2013 el patriarca es Abraham Isaac Sidrak.
De acuerdo a la autonomía que goza el patriarcado, el patriarca es elegido por el sínodo de la Iglesia copta católica y luego requiere la comunión eclesiástica del papa, sin la cual no debe convocar al sínodo ni ordenar obispos. En cuanto a la precedencia de honor en las Iglesias católicas orientales, al no haber patriarca de Constantinopla en la Iglesia católica, el patriarca de Alejandría ocupa el primer lugar, precediendo a los demás patriarcas orientales, en virtud de los cánones 58 y 59 § 2 del CCEO.
Lista de patriarcas de Alejandría de los coptos católicos
- Cirilo II Macario (19 de junio de 1899–18 de mayo de 1908)
  - Vacante: administradores apostólicos Maximos Sedfaoui (1908-1927) y Marcos II Khouzam (1927-1947)
- Marcos II Khouzam (10 de agosto de 1947–2 de febrero de 1958)
- Esteban I Sidarouss (10 de mayo de 1958–24 de mayo de 1986)
- Esteban II Ghattas (23 de junio de 1986–30 de marzo de 2006)
- Antonio Naguib (7 de abril de 2006-18 de enero de 2013)
- Abraham Isaac Sidrak (desde el 18 de enero de 2013)[25]

### Sínodo patriarcal
El sínodo de la Iglesia copta católica está compuesto por todos los obispos coptos católicos, incluso los auxiliares, y convocado y presidido por el patriarca, quien debe tomar todas las decisiones importantes de acuerdo con él. Se reúne habitualmente una vez al año. Como las demás Iglesias orientales católicas autónomas, conforme al CCEO, por decisión sinodal y luego de consultar a la Santa Sede, el patriarca puede erigir, modificar y suprimir eparquías, así como nombrar a sus obispos. Los obispos son elegidos por el sínodo patriarcal de una lista de candidatos elaborada previamente por el sínodo y enviada por el patriarca al papa para su aprobación (can. 181-187). Fuera del territorio propio del patriarcado, el patriarca y el sínodo de la Iglesia copta católica tienen jurisdicción en materia litúrgica únicamente (can. 150); sin embargo, de acuerdo con el sínodo, el patriarca puede proponer al papa la erección de circunscripciones eclesiásticas coptas fuera de los límites de su territorio (can. 148). Los obispos católicos coptos por fuera del territorio propio del patriarcado son nombrados por el papa entre al menos tres candidatos elegidos por el sínodo (can. 149).

### Curia patriarcal
En la sede patriarcal de El Cairo se halla la curia del patriarcado copto católico, que comprende el sínodo permanente, los obispos de sedes titulares o eméritos asignados a la curia (hasta 3), el tribunal ordinario de la Iglesia patriarcal, el oficial de finanzas, el canciller patriarcal, la comisión litúrgica y otras comisiones. Los miembros de la curia son nombrados por el patriarca, a excepción del sínodo permanente presidido por el patriarca y con cuatro obispos, uno elegido por el patriarca y tres designados por quinquenio por el sínodo patriarcal. Se reúne normalmente doce veces al año y acompaña al patriarca en decisiones menores.

## Estadísticas
De acuerdo al Annuario Pontificio 2014 la Iglesia católica copta tenía al 21 de febrero de 2014 en sus 7 jurisdicciones dentro del patriarcado: 167 108 fieles, 8 obispos, 162 parroquias, 188 sacerdotes seculares, 63 sacerdotes religiosos, 115 religiosos, 411 religiosas, 5 diáconos permanentes, y 50 seminaristas.
Las parroquias se distribuyen de la siguiente manera: 
- dentro del territorio propio: Egipto (162).
- fuera del territorio propio: Canadá (2), Australia (1), Estados Unidos (1), Francia (1), Italia (1).

## Circunscripciones eclesiásticas
La Iglesia católica copta no tiene sedes metropolitanas, por lo que en aplicación del canon 80 del Código de los cánones de las Iglesias orientales el patriarca ejerce los derechos y obligaciones de un metropolitano en las 8 eparquías del patriarcado de Alejandría de los coptos.
De acuerdo con el Anuario Pontificio 2018, dentro del territorio propio del patriarcado de Alejandría de los coptos a fines de 2017 existían las siguientes circunscripciones eclesiásticas coptas:
| Circunscripción      | Tipo                                                          | País   | Ciudad sede | Fieles bautizados (2017)                                              | Obispos | Parroquias | Sacerdotes seculares | Sacerdotes religiosos | Religiosos | Religiosas | Diáconos permanentes | Seminaristas |
| -------------------- | ------------------------------------------------------------- | ------ | ----------- | --------------------------------------------------------------------- | ------- | ---------- | -------------------- | --------------------- | ---------- | ---------- | -------------------- | ------------ |
| Alejandría           | Eparquía sufragánea y sede propia del patriarca de Alejandría | Egipto | El Cairo    | 36 740                                                                | 1       | 31         | 41                   | 32                    | 65         | 144        | 0                    | 4            |
| Menia (o Hermópolis) | Eparquía sufragánea                                           | Egipto | Menia       | 52 037                                                                | 1       | 30         | 66                   | 4                     | 9          | 40         | 0                    | 6            |
| Luxor (o Tebas)      | Eparquía sufragánea                                           | Egipto | Luxor       | 18 750                                                                | 1       | 21         | 10                   | 22                    | 26         | 63         | 3                    | 1            |
| Asiut (o Licópolis)  | Eparquía sufragánea                                           | Egipto | Asiut       | 51 000                                                                | 1       | 40         | 49                   | 7                     | 13         | 60         | 0                    | 8            |
| Suhag                | Eparquía sufragánea                                           | Egipto | Tahta       | 12 806                                                                | 1       | 21         | 25                   | 0                     | 0          | 37         | 0                    | 7            |
| Ismailía             | Eparquía sufragánea                                           | Egipto | Ismailía    | 10 000                                                                | 1       | 16         | 15                   | 3                     | 7          | 62         | 3                    | 2            |
| Guiza                | Eparquía sufragánea                                           | Egipto | Guiza       | 5987                                                                  | 1       | 10         | 12                   | 1                     | 10         | 46         | 0                    | 3            |
| Abu Qurqas           | Eparquía sufragánea                                           | Egipto | Abu Qurqas  | Erigida el 7 de enero de 2020 con parte de la eparquía de Menia       |         |            |                      |                       |            |            |                      |              |
| Al Qusia             | Eparquía sufragánea                                           | Egipto | Al Qusia    | Erigida el 23 de septiembre de 2022 con parte de la eparquía de Asiut |         |            |                      |                       |            |            |                      |              |
| TOTAL                | -                                                             | -      | -           | 187 320                                                               | 7       | 169        | 218                  | 69                    | 130        | 452        | 6                    | 31           |

### Eparquía de Alejandría
La eparquía de Alejandría de los coptos (Eparchia Alexandrinus Coptorum o Alessandria dei Copti) es la eparquía propia del patriarca, y fue creada el 26 de noviembre de 1895 mediante la carta apostólica Christi Domini que suprimió el vicariato apostólico de los coptos.
Su jurisdicción inicial fue sobre el bajo Egipto y El Cairo, desde el mar Mediterráneo al paralelo 30° N (Guiza) y del canal de Suez a los límites de Tripolitania. Posteriormente se amplió para incluir el Sinaí, y luego fue reducido para crear la eparquía de Ismailía el 17 de diciembre de 1982, y la eparquía de Guiza el 21 de marzo de 2003 (con territorios que fueron transferidos desde la eparquía de Menia el 1 de noviembre de 1988), de manera que cubre las gobernaciones de (con los límites previos a los ajustes de 2014): El Cairo, Occidental, Behera, Alejandría, Matrú, Caliubia, Menufia, y Kafr el Sheij. La jurisdicción patriarcal se extiende también a la desértica gobernación de Nuevo Valle sin ser parte de la eparquía.
De acuerdo al Annuario Pontificio 2016 la eparquía tiene 31 parroquias (37 según sitio web del patriarcado) y 36 020 fieles. La catedral de Nuestra Señora de Egipto (o de la Virgen María) se halla en Ciudad Nasr, un suburbio de El Cairo. También es considerada catedral la iglesia de la Resurrección en el suburbio de Ramley en Alejandría.

### Eparquía de Menia
La eparquía de Menia o de Hermópolis (Eparchia Hermopolitanus o Minya, Ermopoli Maggiore, Minieh dei Copti) fue una de las tres eparquías creadas el 26 de noviembre de 1895 mediante la carta apostólica Christi Domini. Su catedral es la iglesia de Cristo Rey en la ciudad de Menia.
Su jurisdicción inicial fue entre el golfo de Suez y el desierto Líbico, y entre los paralelos 30° N y 27,3° N. El 1 de noviembre de 1988 transfirió a la eparquía de Alejandría las gobernaciones de Guiza, Beni Suef, y Fayún, y el 16 de mayo de 1990 recibió parte de la eparquía de Asiut para ajustarlas a los límites civiles, de manera que su territorio comprendió toda la gobernación de Menia de acuerdo a los límites que tenía hasta 2014 hasta el 7 de enero de 2020, cuando fue creada la eparquía de Abu Qurqas.
De acuerdo al Annuario Pontificio 2016 la eparquía tiene 26 parroquias (28 según sitio web del patriarcado) y 40 530 fieles.

### Eparquía de Luxor
La eparquía de Luxor o de Tebas (Eparchia Thebanus o Luqsor, Tebe dei Copti) fue una de las tres eparquías creadas el 26 de noviembre de 1895 mediante la carta apostólica Christi Domini. La sede de la eparquía estuvo en Tahta, luego en Suhag, y actualmente en la ciudad de Luxor, donde su actual catedral es la iglesia de San Carlos Borromeo.
Su jurisdicción inicial fue entre los paralelos 28° N y 22° N y entre el mar Rojo y el desierto de Libia. Su territorio fue reducido para crear la eparquía de Asiut el 10 de agosto de 1947, y la eparquía de Suhag el 13 de septiembre de 1981. Luego del ajuste de los límites de la eparquía de Asiut para hacerlos corresponder con los civiles, la eparquía de Luxor quedó reducida a las gobernaciones de: Luxor, Quena, Asuán, y Mar Rojo (de acuerdo a los límites que tenían hasta 2014).
De acuerdo al Annuario Pontificio 2016 la eparquía tiene 21 parroquias y 18 750 fieles.

### Eparquía de Asiut
La eparquía de Asiut o de Licópolis (Eparchia Lycopolitanus o Assiut, Lycopolis di Copti) fue creada el 10 de agosto de 1947 mediante la bula Ex Petri Cathedra del papa Pío XII, por desmembración de la eparquía de Luxor. Su catedral es la iglesia Madre del Divino Amor en la ciudad de Asiut.
Su jurisdicción inicial fue entre los paralelos 28° N y 27° N y entre el mar Rojo y el desierto de Libia: Novae huius Eparchiae fines hi erunt: ad septentrionem Eparchia Hermopolitana (gr. 28° latit.); ad orientem Mare Rubrum; ad meridiem Eparchia Thebana (gr. 27° latit.); ad occasum Desertum Libycum. Posteriormente sus límites fueron ajustados para hacerlos corresponder con la gobernación de Asiut, de acuerdo a los límites que tenía hasta 2014.
De acuerdo al Anuario Pontificio 2016 la eparquía tiene 40 parroquias 51 000 fieles.

### Eparquía de Suhag
La eparquía de Suhag (Eparchia Sohagensis o Sohag di Copti) fue creada el 13 de septiembre de 1981 por decreto del Santo Sínodo, por desmembración de la eparquía de Luxor. Su catedral es la iglesia de Cristo Rey en la ciudad de Tahta.
Su jurisdicción comprende la gobernación de Suhag, con los límites que tenía antes de los cambios de 2014.
De acuerdo al Annuario Pontificio 2016 la eparquía tiene 22 parroquias (16 según sitio web del patriarcado) y 13 566 fieles.

### Eparquía de Ismailía

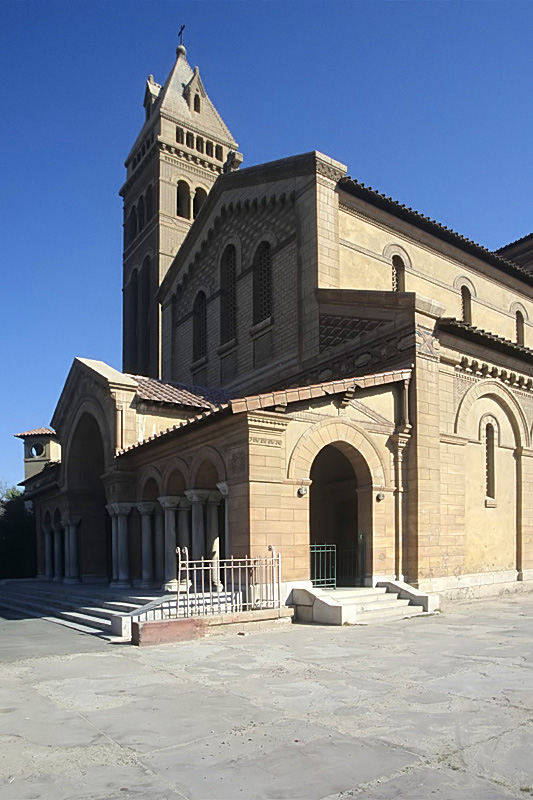
Catedral de San Marcos en Ismailía, Egipto.

La eparquía de Ismailía (Eparchia Ismailiensis o Ismayliah dei Copti) fue creada el 17 de diciembre de 1982 por decreto del Santo Sínodo, por desmembración de la eparquía de Alejandría. Su catedral es la iglesia de San Marcos en la ciudad de Ismailía.
Su jurisdicción comprende las gobernaciones de: Ismailía, Sinaí del Sur, Sinaí del Norte, Puerto Saíd, Suez, Oriental, Damieta, y Dacalia, con los límites que tenían antes de los cambios de 2014.
De acuerdo al Annuario Pontificio 2016 la eparquía tiene 16 parroquias (13 según sitio web del patriarcado) y 9000 fieles.

### Eparquía de Guiza
La eparquía de Guiza (Eparchia Gizensis o Guizeh dei Copti) fue creada el 21 de marzo de 2003 por decreto del Santo Sínodo, por desmembración de la eparquía de Alejandría. Su catedral es la iglesia de San Jorge en la ciudad de Guiza.
Su jurisdicción comprende las gobernaciones de: Guiza, Fayún, y Beni Suef, con los límites que tenían antes de los cambios de 2014.
De acuerdo al Annuario Pontificio 2016 la eparquía tiene 10 parroquias (8 según sitio web del patriarcado) y 6036 fieles.
La eparquía también administra dos hospitales Santa Teresa en Imbābah (al norte de Guiza) y Beni Suef y centros de atención, especialmente para niños huérfanos o discapacitados.

### Eparquía de Abu Qurqas
La eparquía de Abu Qurqas fue creada el 7 de enero de 2020 por decreto de patriarcal, por desmembración de la eparquía de Menia. Su catedral es la iglesia de San Antonio y San Pablo en la ciudad de Abu Qurqas.

### Eparquía de Al Qusia
La eparquía de Al Qusia fue creada el 23 de septiembre de 2022 por decreto de patriarcal, por desmembración de la eparquía de Asiut. Su catedral es la iglesia del Sagrado Corazón en la ciudad de Al Qusia.

## Diáspora

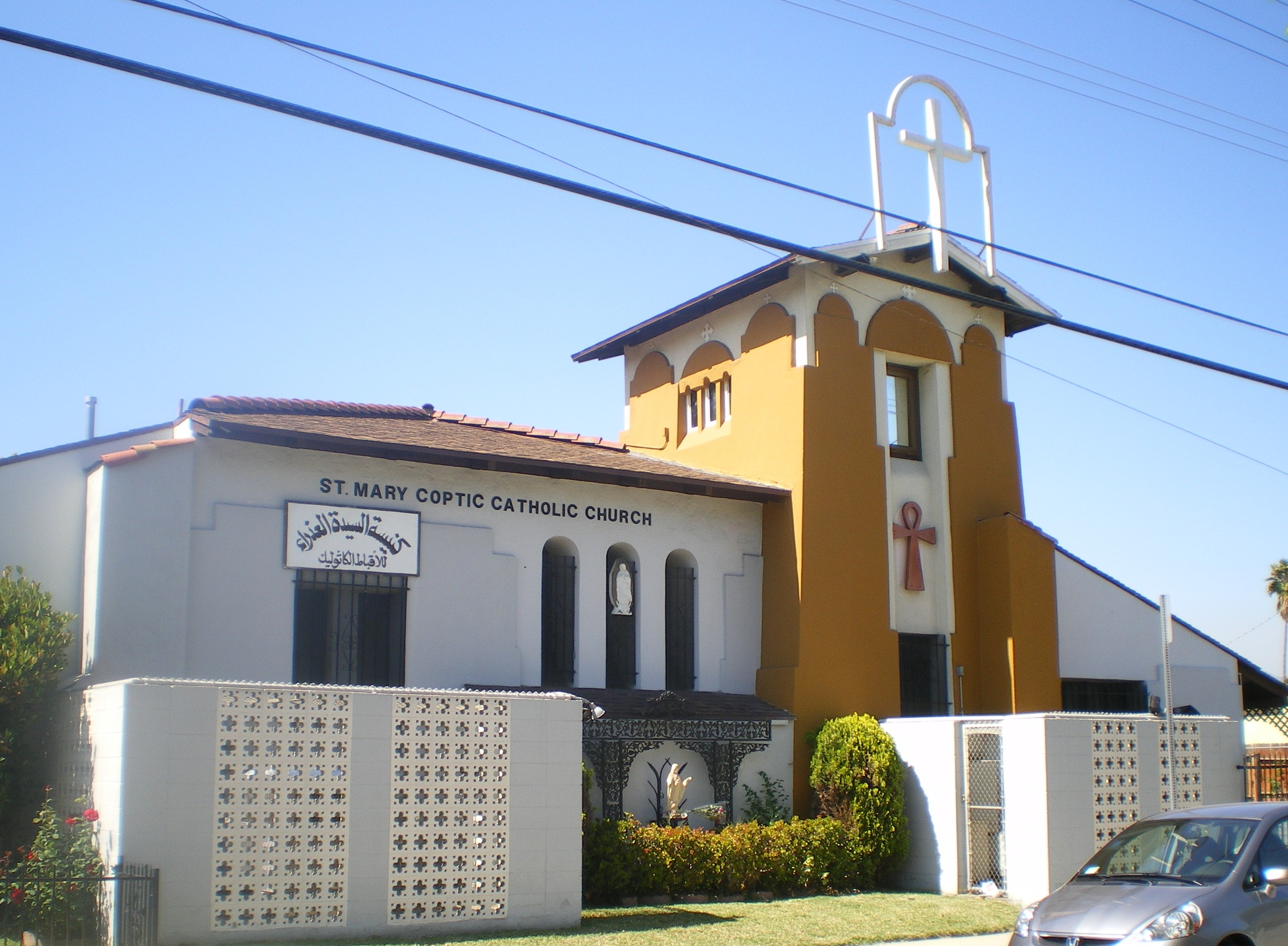
Iglesia católica copta de Santa María en los Ángeles,

Un gran número de coptos católicos emigró a los países occidentales en décadas recientes. Existen 11 comunidades servidas por sacerdotes residentes, de las cuales 6 de ellas son parroquias coptas:
- En Italia está la parroquia copta Sant’Andrea del Vignola en Roma,[41] y la Cappella S. Giuseppe en la parroquia latina de San Marco en la arquidiócesis de Milán;[42]
- En Francia está la misión copta Chapelle Notre-Dame d'Égypte en París, dependiente del ordinariato para los fieles de rito oriental de Francia;[43]
- En Canadá hay dos parroquias coptas: la église copte catholique Notre Dame d’Égypte está situada en Laval en la arquidiócesis de Montreal,[44] y la Holy Family Coptic Catholic Church en Etobicoke en la arquidiócesis de Toronto;
- En los Estados Unidos hay una parroquia copta: St. Mary Coptic Catholic Church en la arquidiócesis de Los Ángeles,[45] una comunidad en la iglesia bizantina de East Brunswick en Nueva Jersey: The Nativity of our Lord, la capilla Resurrection Coptic Catholic Chapel en la diócesis de Brooklyn, y dos comunidades en formación en Boston y en Nashville sin sacerdotes residentes;[46]
- En Australia hay una parroquia copta: St Mark's Coptic Catholic Church en Prospect, en la arquidiócesis de Sídney,[47] y una comunidad en la parroquia latina de St. Brendan's en Flemington arquidiócesis de Melbourne;
- En Kuwait hay misas coptas para los trabajadores inmigrantes temporarios en la Holy Family Parish del vicariato apostólico de Arabia Septentrional;[48]
- Otras comunidades menores existen en Jerusalén, Sudán, y en Beirut en el Líbano.[49]

## Órdenes religiosas
La Iglesia católica copta no posee monasterios, pero sí tiene institutos religiosos, como las tres comunidades para mujeres: las Hermanas del Sagrado Corazón, las Hermanas Coptas de Jesús y María (ambas basadas en Egipto) y la provincia egipcia de las Pequeñas Hermanas de Jesús. Hay también una comunidad masculina de franciscanos dependiente del Patriarcado.

## Servicios educacionales y de salud
La mayoría de los candidatos al sacerdocio son formados en el Seminario Patriarcal de San Leo, localizado en Maadi, en los suburbios de El Cairo, que fue fundado en 1953. Más de 100 parroquias coptas católicas administran escuelas de nivel primario, y algunas tiene además nivel secundario. La Iglesia mantiene un hospital en Assiut, a cierto número de dispensarios médicos y clínicos, y varios orfanatos. Las órdenes religiosas coptas realizan actividades de educación, médicas, y caritativas.